# Wyższa Szkoła Suwalsko-Mazurska im. Papieża Jana Pawła II w Suwałkach
Wyższa Szkoła Suwalsko-Mazurska im. Papieża Jana Pawła II w Suwałkach – niepubliczna uczelnia powstała z inicjatywy Stowarzyszenia Integracja Europy. 
Wpis do Rejestru Uczelni Wyższych Niepaństwowych MEN pod nr. 136 od roku 1997.
Uczelnia posiadała uprawnienia do prowadzenia kształcenia pierwszego stopnia na kierunkach: administracja, pedagogika, technologia żywności i żywienie człowieka.
W 2013 szkoła zakończyła swoją działalność.